# Tania Lamarca Celada
Tania Lamarca Celada (Vitòria, 30 d'abril de 1980) és una exgimnasta rítmica basca, guanyadora d'una medalla olímpica amb la selecció espanyola als Jocs Olímpics d'Estiu de 1996 d'Atlanta.
L'any 1994 va ser campiona d'Espanya júnior individual amb el Club Aurrera, obtenint la medalla d'or tant en el concurs general com en les finals de cadascun dels quatre aparells (cèrcol, maces, cinta i mans lliures). L'any següent va passar a formar part de la selecció espanyola en la modalitat de conjunts. Des de llavors, totes les medalles que va obtenir en competicions oficials van ser aconseguides com a membre del conjunt espanyol. La seva primera competició important va ser el Campionat Europeu de Praga, en què es va proclamar subcampiona d'Europa en 3 pilotes i 2 cintes, a més d'emportar-se dues medalles més de bronze al concurs general ia la final de 5 cèrcols. Aquell mateix any, al Campionat del Món de gimnàstica rítmica, que es va fer a Viena, va guanyar la medalla d'or en 3 pilotes i 2 cintes, títol que va revalidar l'any següent a Budapest.
Als 16 anys, va participar en els Jocs Olímpics d'Estiu de 1996 realitzats a Atlanta, on aconseguí guanyar la medalla d'or en la prova per equips en la modalitat de gimnàstica rítmica, en la primera ocasió que aquesta modalitat formava part del programa olímpic. Formava equip amb Marta Baldó, Estela Giménez, Núria Cabanillas, Lorena Guréndez i Estíbaliz Martínez. Aquesta gesta va propiciar la creació del documental Las niñas de oro que, tot i que es va gravar el 2006, no es va estrenar fins al 2013.
Al llarg de la seva carrera ha guanyat cinc medalles en el Campionat del Món de gimnàstica rítmica, entre elles dues medalles d'or, i també cinc medalles en el Campionat d'Europa de la modalitat.
Al 2008, ja retirada de la competició, va publicar la seva autobiografia, titulada Lágrimas por una medalla, escrita amb la periodista Cristina Gallo, en què repassa la seva carrera. També hi recull les dificultats que tingueren les esportistes per cobrar les primes pactades amb la federació si aconseguien un or olímpic.